# الشركة العامة للاستثمار
الشركة العامة للاستثمار (PIC) هي كيان مملوك للدولة في جنوب إفريقيا (SOC  ) (150 مليار دولار أمريكي) من الأصول تحت الإدارة في 31 مارس 2018. إنه أكبر مدير أصول في إفريقيا. تأسست في عام 1911 ، وهي تمتلك حصص كبيرة في العديد من الشركات في جنوب إفريقيا، وهي واحدة من الكيانات التي تنفذ الحكومة من خلالها سياستها المتمثلة في التمكين الاقتصادي الأسود العريض القاعدة. PIC مسؤولة أيضًا عن استثمار صندوق معاشات موظفي حكومة جنوب إفريقيا (GEPF).

## عملاء الموافقة المسبقة عن علم وحصة من إجمالي الأصول تحت الإدارة
توضح الأشكال التالية حصة إجمالي الأصول الخاضعة للإدارة من قبل الشركة من كل مؤسسة عامة في جنوب إفريقيا اعتبارًا من 31 مارس 2018:
- صندوق معاشات موظفي الحكومة 87.12 ٪
- صندوق تأمين البطالة 7.53٪
- صندوق مفوض التعويضات 2.02٪
- صندوق معاشات مفوض التعويضات 1.12٪
- صندوق معاشات المؤسسات الزميلة 0.77٪
- يشكل عملاء مختلفين مع حقائب أصغر 1.44٪

## الاستثمارات
كمستثمر طويل الأجل، حددت المؤسسة العامة للاستثمار هدفها كهدف لتحقيق عوائد أعلى مما حدده العملاء وتم توزيعه بين أربعة مجالات للاستثمار:
- الدخل الثابت والتعامل - تدير جميع السندات الثابتة التي استثمرت فيها المؤسسة العامة للاستثمار. ستقوم مؤسسة حكومية أو شبه حكومية بمقابلة مؤسسة الاستثمارات العامة لاقتراض الأموال، وفي المقابل يتم إصدار سندات ثابتة تحمل فائدة وإدارتها نيابة عن المنظمات السابقة. هم عضو في بورصة السندات في جنوب أفريقيا (BESA).
- الأسهم المدرجة - أكبر زبائنها هو صندوق معاشات موظفي الحكومة (GEPF) مع حوالي 80 ٪ من الأسهم المدارة داخليًا والمديرين الخارجيين الذين يديرون 20 ٪ المتبقية من الصندوق مع القدرة على استثمار ما يصل إلى 10 ٪ من الأموال خارج الجنوب أفريقيا. تبلغ قيمة استثماراتها في بورصة جوهانسبرغ حوالي 12.5٪ من رسملة البورصات.
- خصائص - يدير التجزئة عالية الجودة والمكاتب والممتلكات الصناعية بما في ذلك إدارة الأصول العقارية، وتطوير الممتلكات والاستحواذ الممتلكات الجديدة. عملاء الصندوق العقاري هم صندوق معاشات الموظفين الحكوميين (GEPF) ، وصندوق التأمين ضد البطالة (UIF) وصندوق مفوض التعويضات (CC). بعض العقارات التي تتم إدارتها أو إدارتها جزئيًا هي مركز مينلين بارك، ومركز كريستا للتسوق، وذا بافيليون، ومركز تايجر فالي، ووست جيت، وسوثجيت ومراكز التسوق بالإضافة إلى مينوسا وفيكتوريا وألفريد وترفرونت وشركة مطارات جنوب افريقيا، والمطارات الدولية.
- اسبيا - باستخدام جزء من أموال العملاء، فإنه يوفر التمويل للمشاريع التي تساهم في تحقيق نتائج اقتصادية واجتماعية وبيئية طويلة الأجل في جنوب إفريقيا ولكنها توفر عوائد مالية للعميل.

## روابط خارجية
- صندوق الثروة السيادية
- قائمة البلدان عن طريق صناديق الثروة السيادية

- الموقع الرسمي